# 安斎かりん
安斎 かりん（あんざい かりん）は、日本の漫画家。女性。神奈川県立神奈川総合高等学校卒業。大学在学中に漫画家デビューし、主に白泉社の漫画雑誌、『花とゆめ』・『ザ花とゆめ』にて作品を発表している。

## 略歴
- 2015年第66回ビッグチャレンジ賞において『恋愛カテゴリー』で佳作受賞。
- 2015年第3回白泉社少女まんが新人大賞において『全力サイクロン』で金賞受賞[2]。
- 2015年花LaLa onlineにて『キス初爆発』でデビュー。
- ebookjapanマンガ大賞2022『顔だけじゃ好きになりません』第2位[3]
- みんなが選ぶTSUTAYAコミック大賞『顔だけじゃ好きになりません』ブックライブ賞[4]
- 全国書店員が選んだおすすめ少女コミック2022『顔だけじゃ好きになりません』第3位[5]

## 作品リスト

### 漫画作品

#### 連載
- きょうだいごっこ（『花とゆめ』2018年9号[6] - 2019年1号[7]）
- マオの寄宿學校（『花とゆめ』2019年8号[8] - 2020年）
- 顔だけじゃ好きになりません（『花とゆめ』2020年16号[9] - 連載中）
- 俺の唇が狙われています（『Trifle by 花とゆめ』2020年11月20日 - 連載中）
- ラバーズハイ〜親友の彼氏とマッチングしてしまった〜（原作：永塚未知流、『マンガPark』2020年12月24日 - 2021年9月16日）

#### 読み切り
- 恋愛カテゴリー（『ザ花とゆめ』2015年12月1日号） - 『恋は急がば回れ右-安斎かりん短編集-』に収録。
- キス初爆発（『花LaLa online』2015年12月10日、デビュー作） - 単行本未収録。
- 全力サイクロン（『ザ花とゆめ』2016年3月1日号） - 単行本未収録。
- LOOOP（『花とゆめ』2016年19号[10] - 21号） - 単行本未収録。
- みのほど知らずのヒーロー（『花とゆめ』2017年7号） - 『恋は急がば回れ右-安斎かりん短編集-』に収録。
- 欠ける花火と笑う君（『花とゆめ』2017年18号） - 『恋は急がば回れ右-安斎かりん短編集-』に収録。
- ご自愛ください、八雲くん（『花とゆめ』2017年21号） - 『恋は急がば回れ右-安斎かりん短編集-』に収録。
- 恋は急がば→回れ右（『ザ花とゆめアオハル』2020年6月1日号） - 『恋は急がば回れ右-安斎かりん短編集-』に収録。
- ファーストデートは金婚式で（原作：稲井カオル、『ザ花とゆめアニバーサリー』2024年6月1日号） - 単行本未収録。

### 書籍
- 『きょうだいごっこ』、白泉社〈花とゆめコミックス〉2018年 - 2019年、全2巻
  1. 2018年9月20日発売[11][12]、ISBN 978-4-592-21663-6
  2. 2019年3月20日発売[13]、ISBN 978-4-592-21664-3
- 『マオの寄宿學校』、白泉社〈花とゆめコミックス〉2019年 - 2020年、全3巻
  1. 2019年9月20日発売[14][15]、ISBN 978-4-592-21673-5
  2. 2020年1月20日発売[16]、ISBN 978-4-592-21674-2
  3. 2020年5月20日発売[17]、ISBN 978-4-592-21675-9
- 『顔だけじゃ好きになりません』、白泉社〈花とゆめコミックス〉2020年 - 、既刊15巻（2025年8月20日現在）
- 『ラバーズハイ〜親友の彼氏とマッチングしてしまった〜』、原作：永塚未知流、白泉社〈花とゆめコミックス〉2021年、全2巻
  1. 2021年7月20日発売[18][19]、ISBN 978-4-592-22358-0
  2. 2021年10月20日発売[20][21]、ISBN 978-4-592-22359-7
- 『恋は急がば回れ右-安斎かりん短編集-』白泉社〈花とゆめコミックス〉、2022年11月18日発売[22]、ISBN 978-4-592-22399-3

### その他
- SHISHAMO「君の目も鼻も口も顎も眉も寝ても覚めても超素敵!!!」×安斎かりん「顔だけじゃ好きになりません」コラボムービー（2022年11月18日公開）[23]
- SHISHAMO×安斎かりんスペシャルコラボムービー「夏の恋人 ACOUSTIC ver.」（2023年9月25日公開）[24]